# Дэвидс, Анри
Анри Д. Дэвидс (англ. Henri D. Davids; 30 января 1873, Брюссель — 16 февраля 1950, Чипперфилд, Хартфордшир) — британский фехтовальщик-шпажист. Участник летних Олимпийских игр 1908 года.

## Биография
Анри Дэвидс родился 30 января 1873 года в бельгийском городе Брюссель. В 1894 году стал британским подданным.
Работал биржевым маклером.
Был членом лондонского фехтовального клуба «Оружейная комната» (Tassart's Salle D'Armes), которой руководил участник летних Олимпийских игр 1900 года Эрнест Тассар.
В 1908 году вошёл в состав сборной Великобритании на летних Олимпийских играх в Лондоне. В личном турнире шпажистов в группе 1/8 финала занял 2-е место, победив Юлиуса Лихтенфельса из Германии и Петера Тота из Венгрии и завершив вничью поединки с Жаном Штерном из Франции и Марселом ван Лангенхове из Бельгии. В четвертьфинальной группе занял последнее место, завершив вничью поединки с Анри-Жоржем Берже из Франции, Вилемом Гоппольдом из Лобсдорфа из Богемии и Петро Специале из Италии и проиграв Гастону Алиберу из Франции.
В 1911 году был представителем по фехтованию в комитете спортивного клуба фондовой биржи.
На протяжении многих лет жил в деревне Хампстед, входившей в состав лондонского боро Камден.
Умер 16 февраля 1950 года в британской деревне Чипперфилд.

## Семья
Был женат, вырастил дочь.